# Locomotiva Thomas și prietenii săi - Sezonul 16
Locomotiva Thomas și prietenii săi este o serie de televiziune bazată pe Seria Căilor Ferate scrisă de Wilbert Awdry, în care ne este prezentată viața unui grup de locomotive și vehicule cu trăsături umane, ce trăiesc pe Insula Sodor.
Acest articol se referă la Sezonul 16. A fost produs în anul 2011 de HIT Entertainment, iar animația a fost produsă de Nitrogen Studios Canada. A fost difuzat în premieră in Marea Britanie în luna ianuarie.
Acest sezon este primul care să fie facut în totalitate în animație CGI, după episodul-film Eroul Căilor Ferate.

## Difuzare în România
Difuzarea în România a acestui sezon a început pe data de 19 martie 2013 pe postul Minimax, România fiind una dintre primele țări care primește acest sezon, înaintea difuzării acestuia în SUA și Japonia, cele mai importante țări de distribuție a brandului.

## Sezonul 16
| #   | #  | Titlu Original                   | Titlu Română                         |
| --- | -- | -------------------------------- | ------------------------------------ |
| 369 | 1  | Race to the Rescue               | Cursa pentru Salvare                 |
| 370 | 2  | Ol' Wheezy Wobbles               | Vechiul Wheezy Nu Mai Funcționează   |
| 371 | 3  | Express Coming Through           | Trece Expressul!                     |
| 372 | 4  | Percy and the Monster of Brendam | Percy și Monstrul din Brendam        |
| 373 | 5  | Ho, Ho Snowman!                  | Ho, Ho, Om de Zăpadă                 |
| 374 | 6  | Flash Bang Wallop!               | Atenție la Poză!                     |
| 375 | 7  | Thomas and the Rubbish Train     | Thomas și Trenul cu Gunoi            |
| 376 | 8  | Thomas Toots the Crows           | Thomas Flueiră Turmele               |
| 377 | 9  | Bust my Buffers!                 | Vai de Amortizoarele Mele!           |
| 378 | 10 | Percy and the Calliope           | Percy și Orga                        |
| 379 | 11 | Thomas and the Sounds of Sodor   | Thomas și Sunetele din Sodor         |
| 380 | 12 | Salty's Surprise                 | Surpriza lui Salty                   |
| 381 | 13 | Sodor Surprise Day               | Ziua Surprizelor                     |
| 382 | 14 | Emily's Winter Party Special     | Trenul de Iarnă Special al lui Emily |
| 383 | 15 | Muddy Matters                    | Noroiul Contează                     |
| 384 | 16 | Whiff's Wish                     | Dorința lui Whiff                    |
| 385 | 17 | Welcome Stafford!                | Bine ai Venit, Stafford!             |
| 386 | 18 | Don't Bother Victor              | Nu-l Deranja pe Victor!              |
| 387 | 19 | Happy Birthday Sir!              | La Mulți ani, Domnule!               |
| 388 | 20 | The Christmas Tree Express       | Bradul Express                       |